# الطاوس
الطاوس هي قرية مغربية وسط البلاد. تقع الطاوس جنوبي الرشيدية. تنتمي الطاوس لإقليم الرشيدية، وتضم 5.337 نسمة (حسب الإحصاء الرسمي 2004).